# Діафрагма (контрацепція)

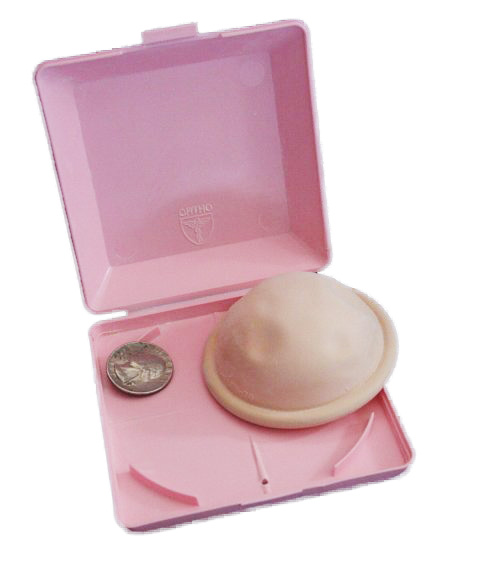
Діафрагма

Діафрагма — бар'єрний метод жіночої контрацепції з відносно низьким контрацептивним ефектом (див. Індекс Перля). Винайшов німецький вчений Менсінг у 1838 році. Пік популярності використання діафрагм припав на другу половину XX століття.

## Опис
Діафрагма — це латексний, силіконовий, гумовий або виготовлений з натурального каучуку куполоподібний ковпачок з гнучким обідком.
Купол діафрагми покриває шийку матки. Розміщена у вагіні діафрагма є механічною перешкодою для сперматозоїдів.
Існує кілька видів діафрагм — плоска, кільцева, увігнута. Також, як правило, діафрагми виготовлені в різних розмірах.
Перед придбанням і використанням потрібна консультація лікаря-гінеколога, щоб виміряти довжину діагоналі вагінального каналу, оскільки характеристики діафрагми залежать від анатомо-фізіологічних особливостей жінки.

## Спосіб застосування
Правильне використання діафрагми має ряд умов, яких потрібно дотримуватись. Правила такі:
- Перед тим, як вставити чи вийняти діафрагму, потрібно помити руки, щоб уникнути потрапляння шкідливих бактерій у вагінальний канал;
- Перед використанням діафрагма повинна бути перевірена на відсутність пошкоджень.
- Якщо ви хочете вкласти діафрагму, спочатку потрібно спорожнити сечовий міхур;
- Діафрагму вводять в вагіну за певний час до статевого акту, часто застосовуючи сперміциди. Це дозволяє мінімізувати ризик потрапляння сперматозоїда в маткову трубу;
- Виймати діафрагму потрібно не швидше, ніж через 6 годин після статевого акту, і не пізніше ніж через 24 години після введення;

## Основні недоліки
- Підбір розміру діафрагми залежить від об'єму вагіни та величини шийки матки, тому здійснюється лікарем-гінекологом;
- Відносно низький контрацептивний ефект (6-20 вагітностей на 100 жінок за рік);
- Можлива проява алергічних реакцій;
- Можливе інфікування сечових шляхів внаслідок тиску діафрагми на уретру;
- Діафрагма не запобігає зараженню ІПСШ;
- Діафрагма протипоказана жінкам, які не народжували, а також тим, у яких ерозія шийки матки, запальними захворюваннями органів малого таза, жінкам із загином матки, опущеними стінками вагіни;
- Не можна використовувати під час місячних;
- Спочатку можуть виникнути складнощі з установкою діафрагми, а особливо з її вийманням. Ці процедури неестетичні та вимагають від жінки певних навичок;
- Необхідно заздалегідь планувати статевий акт;
- Введення складніше, ніж у презерватива;
- Вимагає спеціального догляду і зберігання;
- Діафрагма в поєднанні зі сперміцидними речовинами може призвести до розвитку вагінального кандидозу (молочниці).